# Gilbert Ouédraogo
Gilbert Noël Ouédraogo (* 25. Dezember 1968 in Ouagadougou, Obervolta, heute Burkina Faso) ist ein Politiker aus dem westafrikanischen Staat Burkina Faso.

## Werdegang
Gilbert Ouédraogo ist Sohn des ehemaligen Premierministers Gérard Kango Ouédraogo. Nach einem Studium der Rechtswissenschaften in Ouagadougou und Lyon (Frankreich) arbeitet er als Anwalt in der Hauptstadt.

## Politische Ämter
Ouédraogo bekleidete in seiner Laufbahn zahlreiche, verschiedene politische Ämter. Von 2000 bis 2002 war Ouédraogo Minister für soziale Angelegenheiten, während der letzten Legislaturperiode von 2002 bis 2007 bekleidete er auch über längere Zeit das Amt des Vizepräsidenten der Nationalversammlung, des burkinischen Parlaments.
Weiter ist er Parteipräsident der Alliance pour la Démocratie et la Fédération - Rassemblement Démocratique Africain (ADF-RDA). Da die Partei neben der Regierungspartei CDP die meisten Parlamentssitze hält, wird Ouédraogo offiziell als Chef der parlamentarischen Opposition betrachtet, obwohl seine Partei Koalitionspartner der dominanten CDP ist und er selbst als Verkehrsminister wieder in der Regierung Burkina Fasos sitzt.